# Ilsea
Ilsea là một chi bướm đêm thuộc họ Erebidae.